# Fotomontaggio

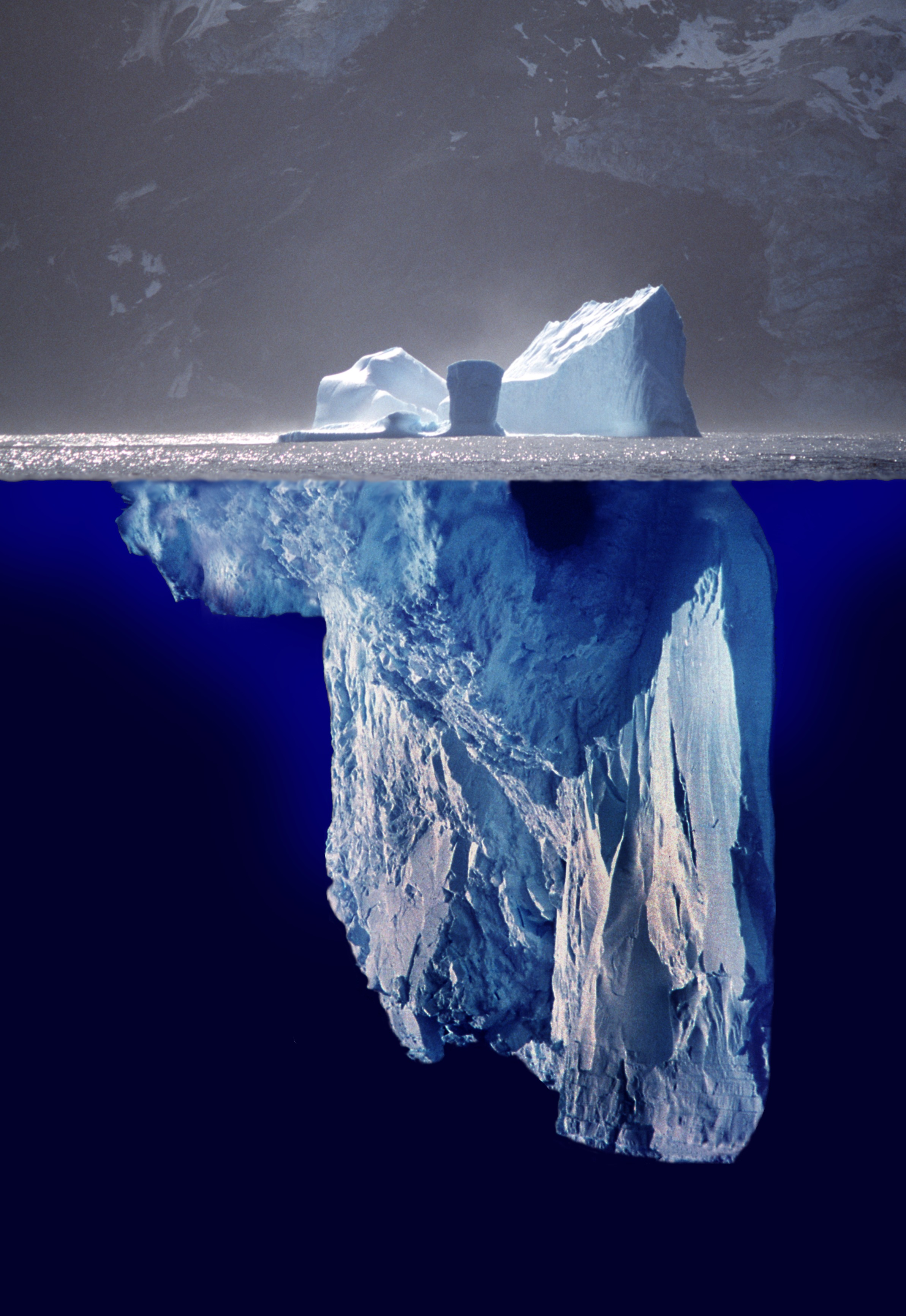
Figura 1 - Fotomontaggio artistico raffigurante il presunto aspetto di un iceberg sotto la superficie dell'acqua

Il fotomontaggio è la tecnica di accostare o sovrapporre parzialmente fotografie diverse, o parti di esse, per comporre un'unica immagine. Altri metodi per la creazione di immagini combinate sono: la stampa sovrapposta (la stampa di due o più negativi su un unico foglio di carta fotografica), la proiezione frontale e le tecniche di montaggio al computer e al telefono

## Storia

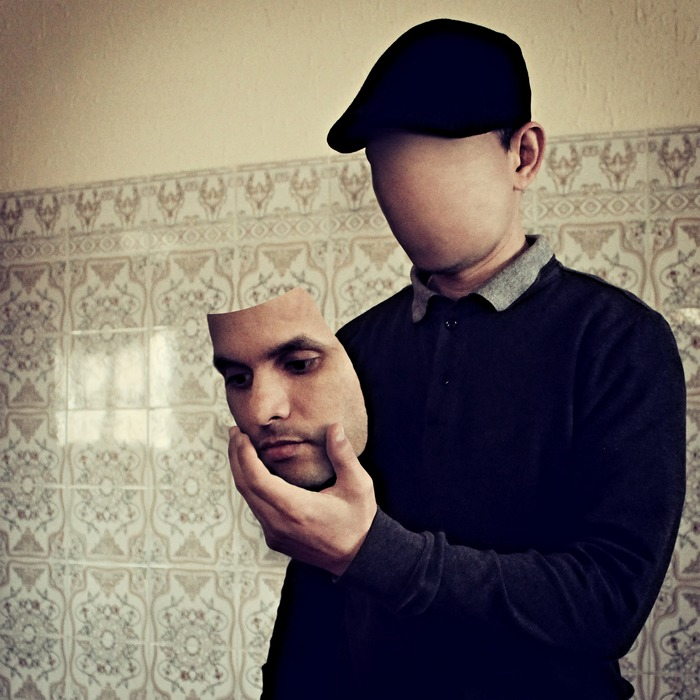
Fotomontaggio dell'artista Achraf Baznani

Si ritiene che il primo fotografo a fare uso della tecnica del fotomontaggio sia stato l'inglese Henry Peach Robinson (1830-1901), agli albori della sua carriera, iniziata nel 1857.

Nel XX secolo molti artisti delle avanguardie sono stati attirati dalla tecnica del fotomontaggio . Fra gli esempi di fotomontaggio più utilizzati vi è l'utilizzo di parti di fotografie successivamente applicate su altre fotografie, a volte in combinazione con colori ad acqua, come nelle opere di George Grosz, esponente del Dadaismo berlinese, che tentava proprio di trasformare un fotomontaggio in una forma di arte moderna. Gli altri esponenti di maggior rilievo furono John Heartfield, Hannah Höch, Kurt Schwitters, Raoul Hausmann e Johannes Baader.
Parallelamente al movimento tedesco, gli artisti del costruttivismo, come El Lissitzky e la coppia formata da Gustav Klutsis e Valentina Kulagina (marito e moglie), responsabili della creazione di fotomontaggi per la propaganda del governo sovietico.

## Oggi
La creazione di un fotomontaggio è diventata sempre più semplice ed accessibile con l'avvento di software come Corel PhotoPaint, Adobe Photoshop e The GIMP. Tali programmi elaborano i cambiamenti digitalmente, velocizzando il lavoro e producendo risultati più precisi.
Nella figura 2 è mostrato un esempio di quest'ultimo tipo di fotomontaggio ottenuto a partire da due fotografie. Come si può notare i colori e la luminosità della fotografia usata per lo sfondo sono stati alterati per meglio intonarsi ai colori dell'anatra in primo piano.

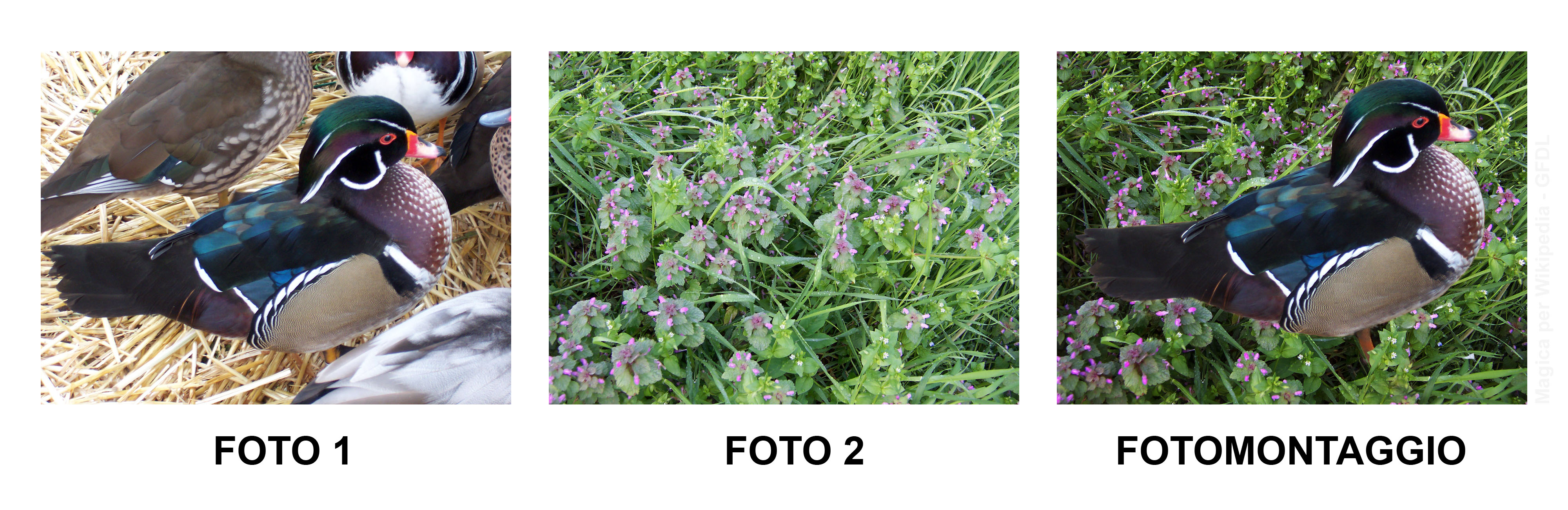
Figura 2 - Fotomontaggio ottenuto con un programma di fotoritocco a partire da due fotografie

Altri artisti influenti che usarono la tecnica del fotomontaggio furono Aleksandr Rodchenko, Salvador Dalí, Armando Milo e Thomas Ruff.

## Goliardia
Il fotomontaggio è usato anche a fini celebrativi (cartelloni di feste di laurea, matrimoni, festività in genere)

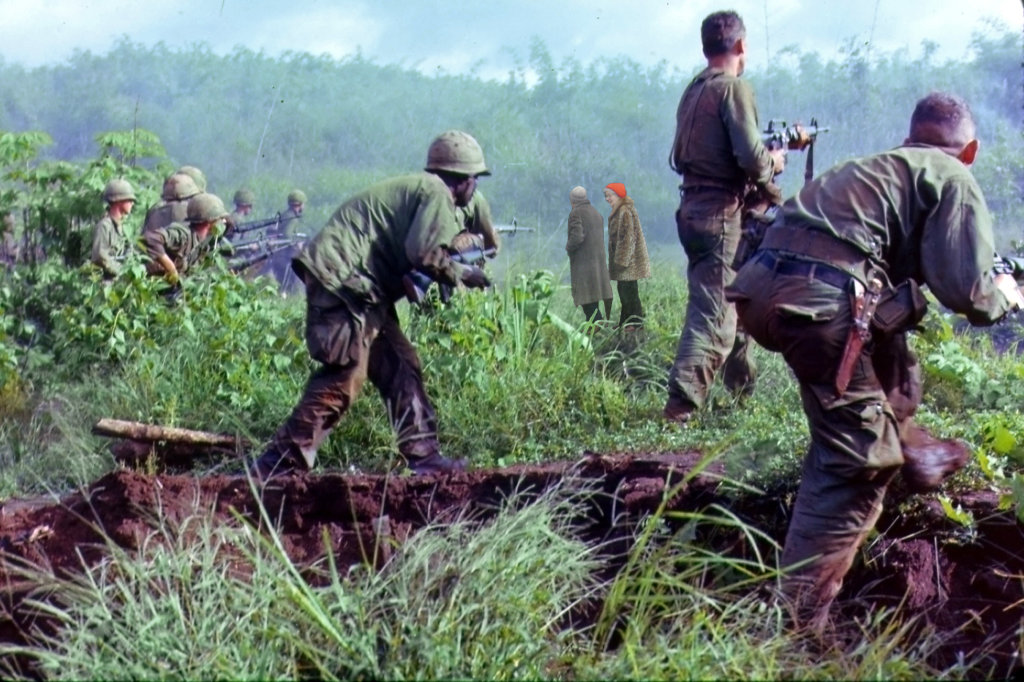
Due vecchiette in azione nella guerra del Vietnam